# جايسون جيمس (موسيقي)
جايسون جيمس (بالإنجليزية: Jason James)‏ هو موسيقي بريطاني، ولد في 13 يناير 1981 في بريدجند ‏ في المملكة المتحدة.

## وصلات خارجية
- الموقع الرسمي
- جايسون جيمس على موقع ميوزك برينز (الإنجليزية)
- جايسون جيمس على موقع ديسكوغز (الإنجليزية)